# Solomon Elimimian
(en) Statistiques sur pro-football-reference
(en) Statistiques sur statscrew
Solomon Elimimian, né le 21 octobre 1986, est un joueur américain de football canadien qui évolue à la position de secondeur (linebacker en Europe). Il a joué 10 saisons dans la Ligue canadienne de football (LCF), remportant la coupe Grey en 2011 et étant choisi joueur par excellence de la ligue en 2014. Il a porté les couleurs des Lions de la Colombie-Britannique pendant 9 saisons et celles des Roughriders de la Saskatchewan à sa dernière saison. Il a annoncé sa retraite en février 2021.

## Biographie

### Carrière scolaire et universitaire
Solomon Elimimian nait à Calabar au Nigeria et arrive aux États-Unis avec sa famille à l'âge d'un an. Son père Isaac Elimimian est poète et professeur de littérature et enseigne à diverses universités au Nigeria et aux États-Unis. Vers l'âge de 10 ans, Solomon arrive à Los Angeles avec sa famille et il fréquente l'école secondaire Crenshaw (en). Malgré les succès obtenus à Crenshaw, dont une sélection sur la deuxième équipe d'étoiles de l'état de Californie, peu d'universités de division I veulent le recruter à cause de sa taille considéré trop petite. Il se joint aux Rainbow Warriors de l'université d'Hawaï à Mānoa, où son frère ainé Abe (en) avait joué. 
Au terme de ses quatre années à Hawaï, il bat le record de son université pour le nombre de plaquages en carrière avec 434, et est nommé co-joueur défensif de l'année de la Western Athletic Conference.

### Carrière professionnelle
Ignoré au repêchage 2009 de la NFL, Elimimian signe avec les Bills de Buffalo et joue en pré-saison mais n'est pas conservé pour la saison régulière. En 2010, son frère Abe lui suggère d'essayer la Ligue canadienne de football. Il participe à un camp d'évaluation des Lions de la Colombie-Britannique à Los Angeles et est engagé par le club. À sa première saison, il fait sensation et est nommé recrue par excellence de la ligue. La saison 2011 est encore meilleure puisque Elimimian termine au second rang de la ligue pour le nombre de plaquages avec 100, est choisi sur l'équipe d'étoiles de la ligue et remporte la coupe Grey. 
Au début de 2012 Eliminian signe avec les Vikings du Minnesota de la NFL, mais est libéré par le club avant le début de la saison régulière. Il revient à Vancouver et participe à la seconde moitié de la saison de la LCF. 
La saison 2014 est exceptionnelle pour Elimimian, puisqu'il réalise 151 plaquages, un sommet dans la ligue et 55 de plus que le second. Cette marque est aussi le meilleur total annuel de la ligue (en date de 2022). Il est aussi choisi sur l'équipe d'étoiles pour la seconde fois, et désigné meilleur joueur défensif et meilleur joueur de la ligue, la première et seule fois (en date de 2023) qu'un joueur défensif mérite ce dernier honneur.
Elimimian se déchire le tendon d'Achille en 2015 et manque la moitié de la saison. Il revient en force l'année suivante, et remporte une seconde fois le titre de meilleur joueur défensif. Il est de nouveau blessé, cette fois au poignet, en 2018, et manque la plus grande partie de la saison. Après la saison 2018, il est libéré par les Lions après que ceux-ci aient tenté sans succès de l'échanger, en partie à cause de son salaire élevé. Il signe avec les Roughriders de la Saskatchewan en mai 2019. Il joue une bonne saison avec son nouveau club, puis après la pause forcée de 2020 à cause de la pandémie de Covid-19, décide en février 2021 de mettre fin à sa carrière. 
Depuis février 2020, Elimimian est le président de l'Association des joueurs de la Ligue canadienne de football (en). Il est intronisé au Temple de la renommée du football canadien en 2023.

## Trophées et honneurs
- Recrue par excellence de la Ligue canadienne de football : 2010
- Joueur par excellence de la Ligue canadienne de football : 2014
- Joueur défensif par excellence de la Ligue canadienne de football : 2014, 2016
- Trophée Jackie-Parker (recrue par excellence de la division Ouest) : 2010
- Trophée Jeff-Nicklin (joueur par excellence de la division Ouest) : 2014
- Trophée Norm-Fieldgate (meilleur joueur défensif de la division Ouest) : 2014, 2016[15]
- Équipe d'étoiles de la Ligue canadienne de football : 2011, 2014, 2016, 2017
- Équipe d'étoiles de la division Ouest de la LCF : 2011, 2013, 2014, 2016, 2017
- Sélectionné dans l'équipe d'étoiles de la décennie 2010 de la LCF[21].
- Élu au Temple de la renommée du football canadien : 2023